# Anna Helene Askanasy
Anna Helene Askanasy (auch Anna Helena Askanasy, Helen Mahler, Asknasy; * 9. November 1893 in Wien; † 17. Mai 1970 in Vancouver, Kanada) war eine österreichisch-kanadische Schriftstellerin, Feministin und Friedensaktivistin.

## Leben

### Herkunft und Familie
Anna Helene wurde als Tochter von Sigmund Mahler und Malvine Gutmann in Wien geboren. Ihr Vater war ein Cousin des Komponisten Gustav Mahler. Sie hatte fünf Brüder, darunter Fritz Mahler und Benno Mahler.
1919 heiratete sie Simon Askanasy (1882–1938), einen Ingenieur und Geschäftsmann. Das Ehepaar hatte zwei Töchter: Elisabeth (1919–2017) und Leonore (1921–1988). Leonore heiratete später und wurde zu Leonore Dolman-Askanasy.

### Flucht und Emigration
Nach dem Anschluss Österreichs an das Deutsche Reich verließ Anna Helene Askanasy am 13. März 1938 – einen Tag nach dem Anschluss – Wien zusammen mit ihren beiden Töchtern. Ihr Mann Simon blieb zunächst zurück, wurde jedoch von den Nationalsozialisten verhaftet und 1938 in einem Wiener Gefängnis ermordet.
Die Familie floh zunächst in die Schweiz, wo Anna Helene um eine Aufenthalts- und Arbeitsbewilligung als Schriftstellerin nachsuchte. Der Schweizerische Schriftstellerverband lehnte jedoch ab, da er ihr literarisches Schaffen nicht als „Bereicherung des geistigen Lebens“ einstufte. Daraufhin reiste sie mit ihren Töchtern über England nach Kanada, wo sie sich 1939 in Vancouver niederließ.

## Politisches und gesellschaftliches Engagement

### Frauen- und Friedensbewegung
Anna Helene Askanasy war eine engagierte Feministin und Pazifistin. Ab 1928 war sie Mitglied der Internationalen Frauenliga für Frieden und Freiheit (IFFF). 1931 war sie Mitbegründerin der Women's Organization for World Order (WOWO).

### Politische Schule für Frauen
1931 gründete sie in Wien die Politische Schule für Frauen, die als Call-Club bis 1938 weitergeführt wurde. Diese Institution diente der politischen Bildung von Frauen und war ein wichtiger Beitrag zur Frauenbewegung in Österreich.

### Engagement in Kanada
Nach ihrer Emigration nach Kanada schuf Anna Helene Askanasy dort die Women's School for Citizenship für die parteilose Erziehung der Frauen zu politischen Aufgaben. Diese Schule hatte Vorbildcharakter für ähnliche Einrichtungen in Toronto, Ottawa und Winnipeg.
Sie hielt Vorträge und verfasste Druckschriften gegen die Einwanderungsgesetze, um mehr Juden und Jüdinnen eine Einreise nach Kanada zu ermöglichen.

## Literarisches Schaffen
Anna Helene Askanasy war als Schriftstellerin tätig und verfasste Artikel für die Friedensbewegung, zu Themen der Geburtenkontrolle und Frauenrechte. Sie schrieb auch Schauspiele und einen Roman.

### Theaterstücke
Sie verfasste mehrere Theaterstücke, darunter:
- „Neue Frauen“ (wurde bei S. Fischer unter Vertrag genommen, aber nach der Premiere in Berlin von der Kritik negativ aufgenommen)
- „Amour politique“
- „Spinoza und de Witt“ (ein Drama über Baruch Spinoza)

### Romane und Novellen
Ihr bekanntestes literarisches Werk war die historische Novelle „Empress of Byzantium“ („Die Kaiserin von Byzanz“), die 1952 erschien und 1953 als Bantam Book veröffentlicht wurde.

### Wissenschaftliche Arbeiten
Sie arbeitete an einer umfangreichen „Enzyklopädie der Frauen“, die jedoch nie erschien. Außerdem verfasste sie ein Werk mit dem englischen Titel „The Catastrophe of Patriarchy“ („Die Katastrophe des Patriarchats“), das als kritische Studie über die Art und Weise beschrieben wird, wie Frauen unter dem Matriarchat und Männer unter dem Patriarchat die Probleme von Erde, Arbeit und Liebe zu lösen suchten.
Zusammen mit Birgitta M. Schulte arbeitete sie an der Publikation des Lexikon der Frau in der Schweiz (1953–1954).

## Kontakte und Netzwerk
Anna Helene Askanasy pflegte Kontakte zu wichtigen Persönlichkeiten ihrer Zeit:
- Sie war mit dem Verleger Emil Oprecht befreundet, mit dem sie 1934 in Wien einen Frauenverlag gründen wollte
- Sie stand in Kontakt mit Clara Ragaz, die sich in Zürich in der IFFF engagierte
- Sie korrespondierte mit Robert Briffault und Mary Ritter Beard[2]

1935 weilte sie in Zürich, um Clara Ragaz für ihre Bestrebungen zur Verjüngung und inhaltlichen Erweiterung der IFFF zu gewinnen.

## Tod und Vermächtnis
Anna Helene Askanasy starb am 17. Mai 1970 in Vancouver, Kanada. Ihre Autobiographie hinterließ sie ihrer Enkelin Jennifer Dolman Roosma, die den Text ins Englische übersetzen ließ.